# Biemna fragilis
Biemna fragilis är en svampdjursart som först beskrevs av Kieschnick 1900.  Biemna fragilis ingår i släktet Biemna och familjen Desmacellidae. Inga underarter finns listade i Catalogue of Life.